# テン・サマナーズ・テイルズ
テン・サマナーズ・テイルズ (Ten Summoner's Tales)は1993年にリリースされたスティング5枚目のソロ・アルバム。タイトルは、彼の本名であるゴードン・サムナーと、ジェフリー・チョーサーの『カンタベリー物語』の登場人物The summoner(召喚者)を掛け合わせたいわゆる駄洒落である。1993年にリリースされ、あまり統一性を感じられない曲を12個かき集めた印象を与えるものとなっている。それは、やや内省的な前作『ソウル・ケージ』と比べても、陽気な気分で愛と道徳をテーマに歌い上げるかのごとくでもある。例えば「Heavy Cloud, No Rain」などは軽い調子で、どことなくコミカルでさえある。
1998年にデジタル・リマスターされた折には、「If I Ever Lose My Faith In You」のビデオがボーナス・トラックとして追加された。ただ、同時に収録された「Everybody Laughed But You」は1993年同様にアメリカ合衆国およびカナダでは何故か除かれている。この曲は歌詞を替えてシングル「Seven Days」に再録され発売された。
「It's Probably Me」はスティング with エリック・クラプトンの名義で映画『リーサル・ウェポン3』のサウンドトラックへ収録された曲の再録ヴァージョン（クラプトンは参加していない）。また、「Shape of my Heart」（「シェイプ・オブ・マイ・ハート」）も映画『レオン』のエンディングに使われている。

## 収録曲
(日本版)
1. ルーズ・マイ・フェイス・イン・ユー - "If I Ever Lose My Faith In You" - 4:30
2. ラヴ・イズ・ストロンガー・ザン・ジャスティス - "Love Is Stronger Than Justice (The Munificent Seven)" - 5:11
3. フィールズ・オブ・ゴールド - "Fields Of Gold" - 3:42
4. ヘヴィ・クラウド・ノー・レイン - "Heavy Cloud No Rain" - 3:39
5. シーズ・トゥ・グッド・フォー・ミー - "She's Too Good For Me" - 2:30
6. セヴン・デイズ - "Seven Days" - 4:40
7. セント・オーガスティン・イン・ヘル - "Saint Augustine In Hell" - 5:05
8. イッツ・プロバブリー・ミー - "It's Probably Me" - 4:57 - エリック・クラプトン、マイケル・ケイメンとの協作
9. エヴリバディ・ラフト・バット・ユー - "Everybody Laughed But You"
10. シェイプ・オブ・マイ・ハート - "Shape Of My Heart" - 4:38 –ドミニク・ミラーとの協作
11. サムシング・ザ・ボーイ・セッド - "Something The Boy Said" - 5:13
12. ナッシング・バウト・ミー - "Epilogue (Nothing 'Bout Me)" - 3:39

## 参加ミュージシャン
- ドミニク・ミラー – ギター
- ヴィニー・カリウタ – ドラム
- デヴィッド・サンシャス – キーボード
- Larry Adler - Chromatic Harmonica
- Willi Burger - Chromatic harmonica
- Brendan Power - Chromatic Harmonica
- John Barclay – トランペット
- Guy Barker – トランペット
- Sian Bel – チェロ
- James Boyd – ヴィオラ
- Richard Edwards – トロンボーン
- Simon Fischer – ヴァイオリン
- David Foxxe – ナレーション
- Paul Franklin - Pedal Steel Player
- Kathryn Greeley – ヴァイオリン
- Dave Heath – フルート
- キャスリン・ティッケル - ノーザンブリアン・スモール・パイプ、フィドル
- Mark Nightingale – トロンボーン